# Josep Maria Camps i Arnau
Josep Maria Camps i Arnau (Sarrià, Barcelona, 29 d'octubre de 1879 - Barcelona, 6 de febrer de 1968) fou un escultor imatger.

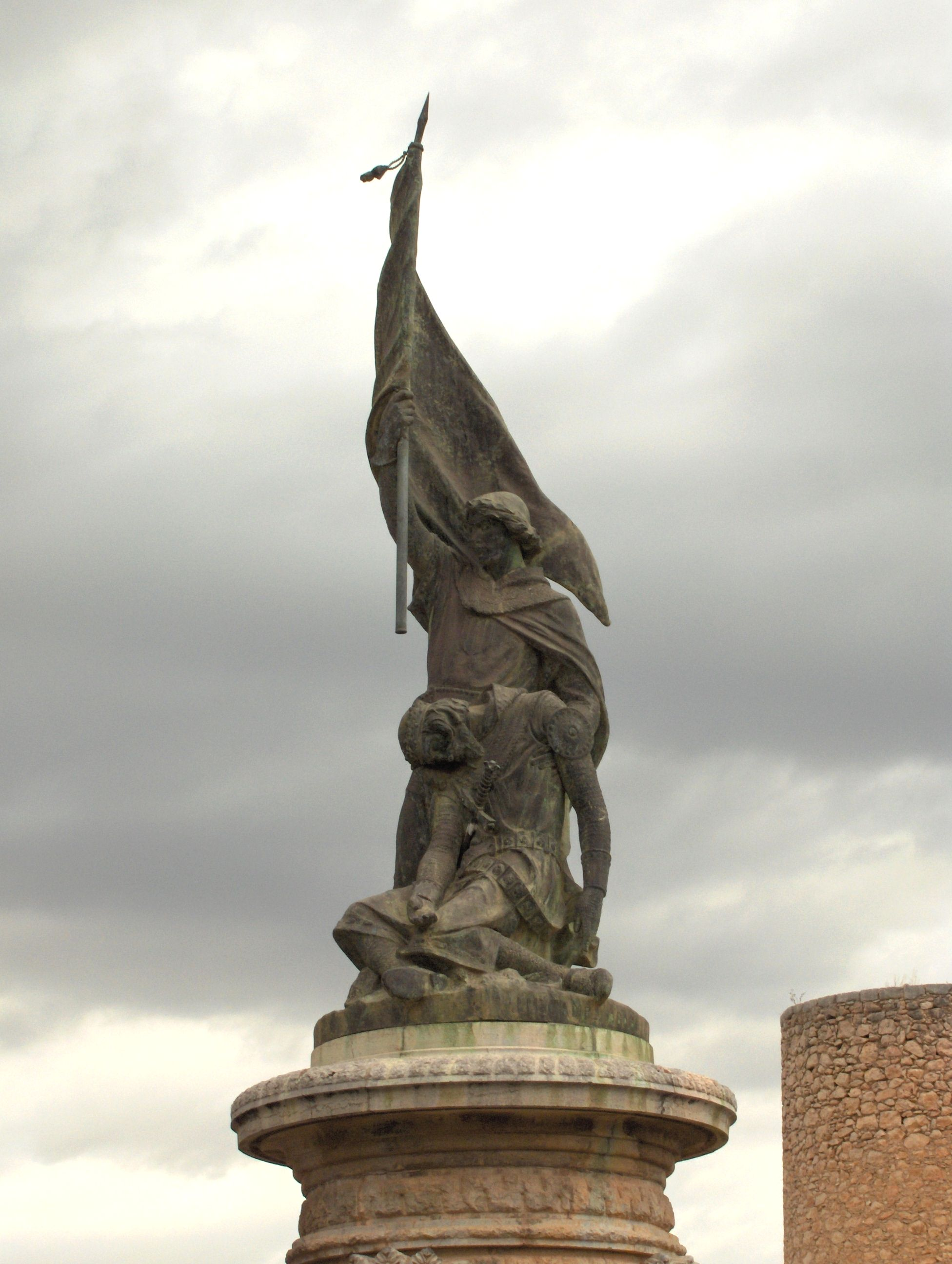
Monument a Jaume III de Mallorca, obra de Camps del 1927, ubicat a Llucmajor, Mallorca. Representa l'infant Jaume IV de Mallorca que, amb una mà sosté el cos del seu pare Jaume III de Mallorca mort a la batalla de Llucmajor, en la qual perdé el regne de Mallorca.

## Biografia
Va néixer a Sarrià i aviat,es traslladà amb la seva família a Gràcia, on el seu pare hi va tenir una herboristeria al carrer Planeta. Josep Maria Camps i Arnau va viure a diversos domicilis graciencs: al carrer Montmany, al Torrent de l'Olla, 90 i després al número 100 del mateix carrer ja fins a la seva mort. El seu germà Lluís (1883-1963) va obrir una comercial de música al número 41 del carrer Planeta, dedicada al lloguer i reparació de pianos i harmòniums.
Va estar vinculat al Centre Moral i Instructiu i als Lluïsos de Gràcia, entitat aquesta darrera que va presidir entre 1903 i 1905 i entre 1907 i 1909 en què es va casar. També va ser fundador i primer president del Foment Gracienc de les Arts. Hi ha imatges seves a nombroses esglésies, entre elles a l'Oratori de Sant Felip Neri de Gràcia, a Sant Joan i a Sant Miquel dels Sants.
Una obra molt important de Camps i Arnau és el monument dedicat l'any 1950 al cardenal Vives i Tutó a Sant Andreu de Llavaneres. També és autor de la Mare de Déu de l'Alegria a la catedral de Barcelona on, per voluntat pròpia, hi està enterrat el cardenal Narcís Jubany i, entre d'altres, d'un monument a Jaume II a Palma. Pel que fa a Gràcia l'11 de setembre de 1949 s'inaugurà a la plaça Virreina la font amb la seva escultura dedicada a la bíblica Ruth.
Camps és autor, també, d'un bust dedicat a Joaquim Ruyra que ell mateix recordava com li encarregà el pare Joaquim Serra de Sant Felip Neri un dia que, ja a les acaballes de la vida de Ruyra, el visitaren tots dos al seu estudi. Va morir al seu domicili del carrer Menéndez Pelayo de Gràcia el 6 de febrer de 1968.

## Galeria d'obres

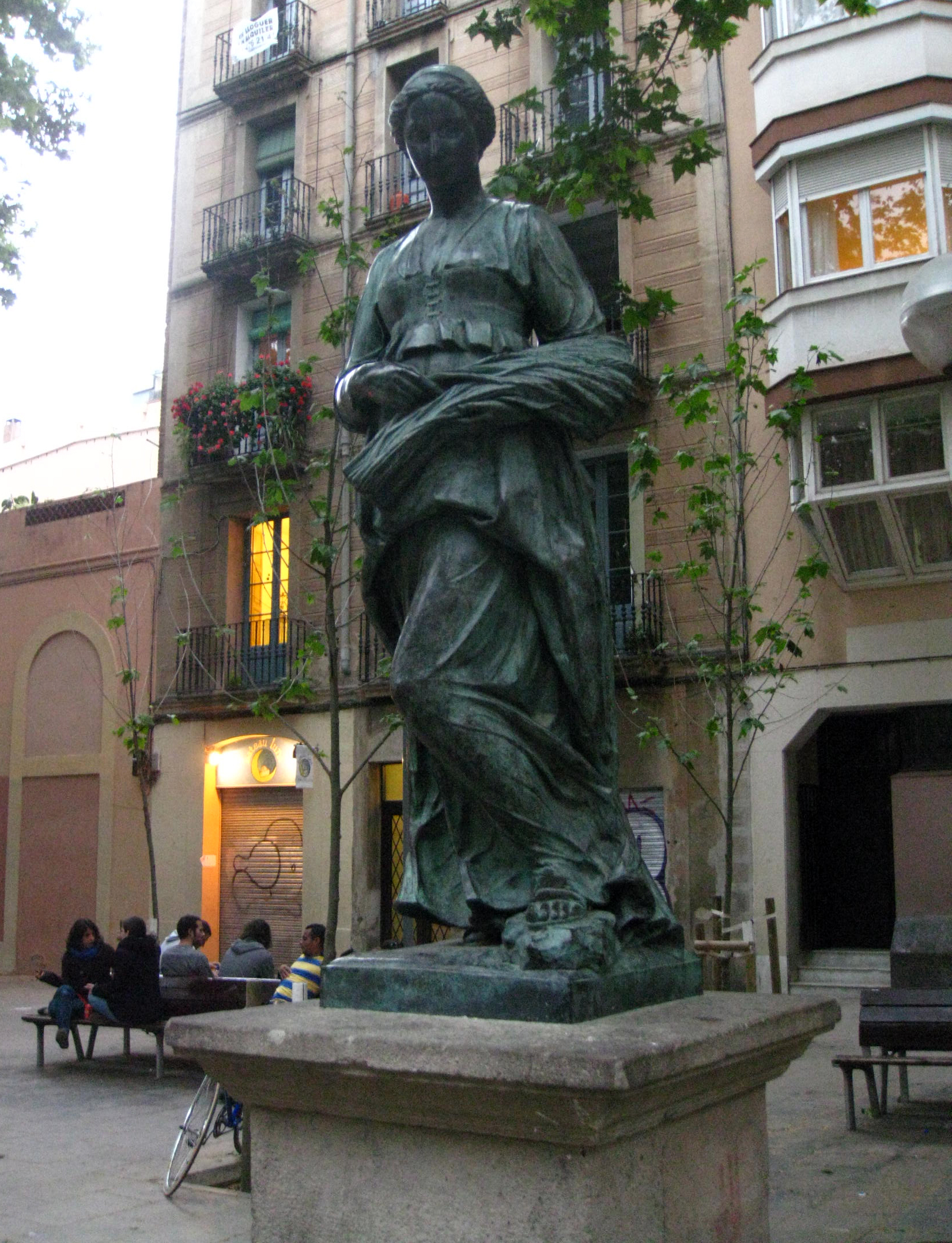
Font de Rut, a la Plaça de la Virreina, Barcelona
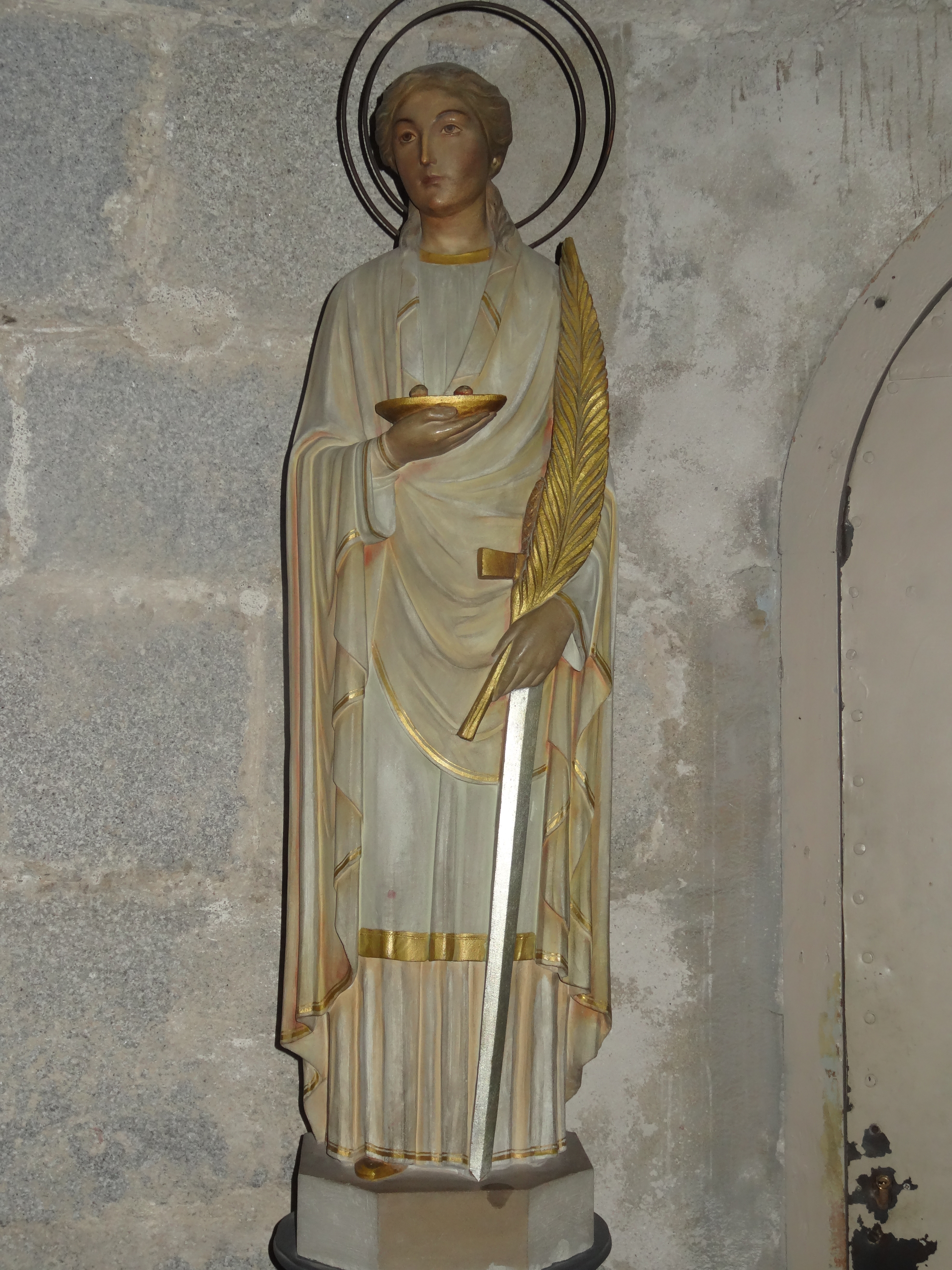
Imatge de Santa Llúcia, a la Catedral de la Seu d'Urgell